# 感潮河川
| 本庄江（嘉瀬川水系・佐賀県）の高潮時（左）と低潮時（右）。奥には塩水流入を防ぐ水門がある。 |  | 本庄江（嘉瀬川水系・佐賀県）の高潮時（左）と低潮時（右）。奥には塩水流入を防ぐ水門がある。 |
| 本庄江（嘉瀬川水系・佐賀県）の高潮時（左）と低潮時（右）。奥には塩水流入を防ぐ水門がある。 |  |                                                                                            |

感潮河川（かんちょうかせん）とは、下流において流速や水位が潮の干満の影響を受けて変動する河川のこと。「潮入川（しおいりがわ）」、「有潮河川（ゆうちょうかせん）」ともいう。感潮河川でない川は「非感潮河川」という。感潮の影響を受ける区域を「感潮区間」あるいは「感潮域」という。感潮区間・感潮域のことを化学・生態学等の用語である「汽水域」と同義とする資料も多いが、研究分野が異なるだけに厳密には異なる概念であり、該当する区域にも若干のズレがある。感潮の影響を受ける川筋は「感潮河道（かんちょうかどう）」という。
中国語でも「感潮河川」という。英語では"tidal river（日本語音写例：タイダル リバー）"といい、感潮区間は"tidal reach（日本語音写例：タイダル リーチ）"という。

## 概要
感潮区間の範囲は勾配が緩やかな大河ほど大きくなる。感潮区間においては塩分濃度も変化するがごく下流に限られ、流速や水位に比べると変化は小さい。水と海水の比重のちがいから、満潮の時に底部にたまった海水が上流に向かい、上層にある河水は下流に流れる現象が生じることがある。
感潮において、壁状の波が逆流する現象は「海嘯」という。

## 主な感潮河川
世界にある感潮河川を挙げていこうとすればそれこそ切りがないが、文献で言及されることが多いなど、特筆性の高い感潮河川というものはあり、ここではそういった川を記載する。
- セヴァーン川[6][10] - グレートブリテン島の、ウェールズ地方を流れる。
- セーヌ川[10] - ヨーロッパ大陸の、フランス北部を流れる。
- フーグリー川[11] - インド西部の西ベンガル州、フーグリー地方を流れる。
- 銭塘江[10] - 中国大陸北部を流れる。
- 揚子江（長江の最下流部）[7][10] - 中国大陸南部を流れる。
- 紅河（ソンコイ川） - インドシナ半島北東部を流れる。河口部に紅河デルタを形成する[12]。
- ペティコディアック川（英語版）[11] - 北アメリカ大陸東部を流れる。
- アメリカのセントジョン川 （en）[13] - 北アメリカ大陸東部を流れる。
- セントローレンス川[14] - 北アメリカ大陸東部を流れる。
- ハドソン川[10] - 北アメリカ大陸東部を流れる。
- ポトマック川[15] - 北アメリカ大陸東部を流れる。
- オリノコ川[10] - 南アメリカ大陸北部を流れる。
- アマゾン川[11] - 南アメリカ大陸北部を流れる。